# Deutsche Einband-Meisterschaft 1954/55

Veranstaltungsort: Köln

Die Deutsche Einband-Meisterschaft 1954/55 ist eine Billard-Turnierserie und fand vom 7. bis zum 10. Mai 1955 in Köln zum sechsten Mal statt.

## Geschichte
Erstmals wurde diese Deutsche Einband-Meisterschaft als Multidisziplin-Meisterschaft im neu eröffneten Rudolph’schen Casino in Köln veranstaltet. Es wurden alle Disziplinen des Karambolbillards gespielt. Sieger wurde der Ex-Europameister im Einband Walter Lütgehetmann. Platz zwei gewann der Lokalmatador Ernst Rudolph vor dem Düsseldorfer Siegfried Spielmann.

## Modus
Gespielt wurde im Round Robin-Modus bis 150 Punkte.
Die Endplatzierung ergab sich aus folgenden Kriterien:
1. Matchpunkte
2. Generaldurchschnitt (GD)
3. Bester Einzeldurchschnitt (BED)
4. Höchstserie (HS)

## Teilnehmer (alphabetisch)
1. Josef Bolz (Billard-Sport-Klub 1934 Köln-Nippes), Titelverteidiger
2. Walter Lütgehetmann (Billard-Club Frankfurt/Main)
3. Ernst Rudolph (Kölner Billard-Club 1908)
4. Siegfried Spielmann (Düsseldorfer Billardfreunde 1954)

## Turnierverlauf
| Name                | MP  | Pkte | Aufn. | ED   | HS |
| ------------------- | --- | ---- | ----- | ---- | -- |
| 1. Spielrunde       |     |      |       |      |    |
| Josef Bolz          | 0:2 | 97   | 36    | 2,69 | 13 |
| Walter Lütgehetmann | 2:0 | 150  | 36    | 4,16 | 18 |
| Ernst Rudolph       | 2:0 | 150  | 24    | 6,25 | 36 |
| Siegfried Spielmann | 0:2 | 41   | 24    | 1,70 | 10 |

| Name                | MP  | Pkte | Aufn. | ED   | HS |
| ------------------- | --- | ---- | ----- | ---- | -- |
| 2. Spielrunde       |     |      |       |      |    |
| Ernst Rudolph       | 2:0 | 150  | 38    | 3,94 | 32 |
| Josef Bolz          | 0:2 | 91   | 38    | 2,39 | 22 |
| Walter Lütgehetmann | 2:0 | 150  | 27    | 5,55 | 25 |
| Siegfried Spielmann | 0:2 | 116  | 27    | 4,29 | 19 |

| Name                | MP  | Pkte | Aufn. | ED   | HS |
| ------------------- | --- | ---- | ----- | ---- | -- |
| 3. Spielrunde       |     |      |       |      |    |
| Walter Lütgehetmann | 2:0 | 150  | 22    | 6,81 | 50 |
| Ernst Rudolph       | 0:2 | 82   | 22    | 3,72 | 16 |
| Siegfried Spielmann | 2:0 | 150  | 31    | 4,83 | 26 |
| Josef Bolz          | 0:2 | 102  | 31    | 3,29 | 19 |

## Abschlusstabelle
| MP    | Match Points (Sieger = 2; Unentschieden = 1; Verlierer = 0) |
| Pkte. | Erzielte Karambolagen                                       |
| Aufn. | Benötigte Versuche                                          |
| GD    | Generaldurchschnitt                                         |
| BED   | Bester Einzeldurchschnitt eines Spielers                    |
| HS    | Höchstserie                                                 |
|       | Bester GD des Turniers                                      |
|       | Bester ED des Turniers                                      |
|       | Beste HS des Turniers                                       |
|       | 1. Platz (Gold)                                             |
|       | 2. Platz (Silber)                                           |
|       | 3. Platz (Bronze)                                           |

| Klassement                | Klassement          | Klassement | Klassement | Klassement | Klassement | Klassement | Klassement |
| Platz                     | Name                | MP         | Pkte.      | Aufn.      | GD         | BED        | HS         |
| ------------------------- | ------------------- | ---------- | ---------- | ---------- | ---------- | ---------- | ---------- |
| 1                         | Walter Lütgehetmann | 6:0        | 450        | 85         | 5,29       | 6,81       | 50         |
| 2                         | Ernst Rudolph       | 4:2        | 382        | 84         | 4,54       | 6,25       | 36         |
| 3                         | Siegfried Spielmann | 2:4        | 307        | 82         | 3,74       | 4,83       | 26         |
| 4                         | Josef Bolz          | 0:6        | 290        | 105        | 2,76       | –          | 22         |
| Turnierdurchschnitt: 4,01 |                     |            |            |            |            |            |            |